# Folk og røvere i Kardemomme by
Folk og røvere i Kardemomme by er en kendt børnebog fra 1955 af norske Thorbjørn Egner. Flere folkekære sange stammer fra den: bl.a. Røvervise ("... både Kasper og Jesper og Jonatan") og Papegøjen fra Amerika. Den danske udgave er oversat af Halfdan Rasmussen, og andenudgaven fra 1997 er pr. 2007 på 13. oplag. Bogen er desuden opført som skuespil og udgivet på LP (Polydor 2443 003, udgivet første gang i 1961) og CD. I Kristiansand dyrepark i Norge er Kardemomme by opbygget efter anvisninger fra Thorbjørn Egner.

## Handling
Kardemomme by er en idyllisk by langt borte fra alting. Årets højdepunkt er kardemommefesten, hvor byens indbyggere underholder med sang og musik. Desuden optræder bl.a. den talende kamel. Det eneste, der ødelægger idyllen, er de tre røvere Kasper, Jesper og Jonatan, som Politimester Bastian ikke tør arrestere, da de har en løve som kæledyr. De stjæler fra butikkerne og tager under kardemommefesten en tur i sporvognen. Da de for at få en husholderske røver Tante Sofie, kommer de dog ud på for dybt vand. Hun sætter dem alle tre på plads og tvinger dem til at vaske sig med mere. Det bliver for meget for røverne, og de "røver Tante Sofie tilbage igen". Til sidst bliver røverne fanget, da slagteren, bageren og købmanden fandt ud af, at de ville komme. Røverne bliver sat i fængsel og har det bedre end nogensinde hos fru Bastian. Da der udbryder brand i Gamle Tobias' tårn, bliver røverne lukket ud af fængslet for at hjælpe, og da de redder Tobias såvel som hans talende papegøje og hans hundehvalp, bliver de som belønning sat på fri fod. Kasper bliver derefter byens brandmajor, Jesper cirkusdirektør og Jonathan bager.

## Figurer
Blandt de vigtigste figurer i bogen er:
- Politimester Bastian er Kardemomme bys rare politimester, der "undersøger om alle har det godt, men ellers undersøger han ikke noget". Bastian er ophavsmand til kardemommeloven, som i sin liberale enkelhed er "Man skal ikke plage andre, eller sætte livet til, og for øvrigt kan man gøre hvad man vil".

- Kasper, Jesper og Jonatan er de tre røvere, der bor i et mærkeligt gammelt hus på en slette uden for byen. De er "ikke så slemme som så mange andre røvere, og de holder mest af at sidde derhjemme og hygge sig". Røverne har en løve til at passe på sig, omend den primært sover eller spiser, og ikke skræmmer Tante Sofie, da hun bliver røvet til røverhuset for at være hushjælp.
- Tante Sofie er en skrap dame, der ofte udtrykker sit mishag med resten af byen, bl.a. politimester Bastian ("En god betjent skal være streng og bruge magt og lov, og sætte folk i fængsel hvis de går og laver sjov"). En central del i bogen er, da Tante Sofie bliver røvet ud til røverhuset, mens hun sover i en hængekøje. Røverne havde forestillet sig, at hun skulle lave mad og gøre rent, men da Sofie tvinger dem til at vaske sig og rydde op, røver de hende tilbage igen.

- Gamle Tobias er byens gamle kloge mand ("Det er nok fordi, han har sådan et langt skæg"). Hans arbejde er at holde øje med vejret over Kardemomme By. Desuden hjælper han Lille Kamomilla, som Tante Sofie har nægtet at komme med til byfesten, ved at lokke Tante Sofie med til festen, hvorved hun bliver nødt til at tage Lille Kamomilla med.

## Skuespil og filmatiseringer
Skuespillere gennem tiderne
- Kasper: Peter Aude, Jens Zacho Böye, Lasse Lunderskov,  Preben Neergaard og Danni Davidsen
- Jesper: Allan Mortensen, Martin Ringmose, Buster Larsen og Teis Bayer
- Jonathan: Morten Eisner, Louis Miehe-Renard, Finn Rye og Mek Pek
- Tante Sofie: Betty Glosted, Tine Miehe-Renard, Bodil Udsen og Pernille Højmark
- Lille Kamomilla: Mia Lyhne og Julie Lund
- Gamle Tobias: Thorkild Demuth, Simon Rosenbaum, Aksel Rasmussen og Christoffer Bro
- Politimester Bastian: Folmer Rubæk, Elith Foss, Jarl Forsmann og Jesper Klein
- Bageren: Timm Mehrens, Viggo Brodthagen og Jesper Klein
- Barber Sørensen: Ole Rasmus Møller, Lasse Lunderskov og Bue Wandahl
- Slagteren: Ole Monty
- Vognstyrer Syversen: Bjarne Adrian, Ole Wisborg, Sune Svanekier og Anders Baggesen
- Fru Bastian: Helga Frier, Ranveig Iversen, Lotte Munk, Mette Sørensen

Danske opsætninger
- Bellevue Teatret i Klampenborg (siden 1981) med Jesper Klein som fast instuktør til sin død i 2011, hvor posten blev overtaget og ført videre i Jesper Kleins ånd ved 30 års-jubilæumsforstillingen i 2011af Peter Aude.

### Filmatiseringer
- Folk og røvere i Kardemomme by, en svensk--norsk film fra 1988.
- Folk og røvere i Kardemommeby, en dansk-norsk film fra 2023.